# Caius Aurelius Cotta (consul en -252)
Pour les articles homonymes, voir Caius Aurelius Cotta et Aurelius Cotta.
Caius Aurelius Cotta est un homme politique romain du IIIe siècle av. J.-C.
Général romain, il est élu consul de la République romaine à deux reprises (252 et 248 av. J.-C.).
Il bat les Carthaginois, maintient la discipline dans l'armée avec une extrême sévérité et reçoit les honneurs du triomphe.
Il reste célèbre surtout parce que, pendant son mandat de consul, à partir de 241 av. J.-C., il a mis en œuvre la construction de la voie consulaire qui porterait son nom, la Via Aurelia.